# Assiniboia
Assiniboia se refere a diversos locais diferentes e jurisdições administrativas no Canadá. O nome foi tirado da primeira nação Assiniboine.

## (Antigo) Distrito de Assiniboia
O Distrito de Assiniboia foi um nome usado para descrever a Estabelecimento de Red River entre 1812 e 1869. Nominalmente o distrito incluía todo o território concedido na Concessão de Selkirk, entretanto muito deste foi cedido aos Estados Unidos em 1818. 

## Distrito de Assiniboia
O segundo Distrito de Assiniboia foi criado em 1882 como um distrito administrativo regional dos Territórios do Noroeste do Canadá. A maior parte dele foi absorvido pela Província de Saskatchewan em 1905, exceto pelo quadrante mais ocidental, que se tornou parte de Alberta.